# 山田右衛門作
山田 右衛門作（やまだ えもさく、生没年未詳）は、江戸時代前期の人物。島原の乱において原城に立て篭もった一揆勢の中で唯一の生存者（諸説あり）として知られる。号は祐庵、古庵。

## 概要

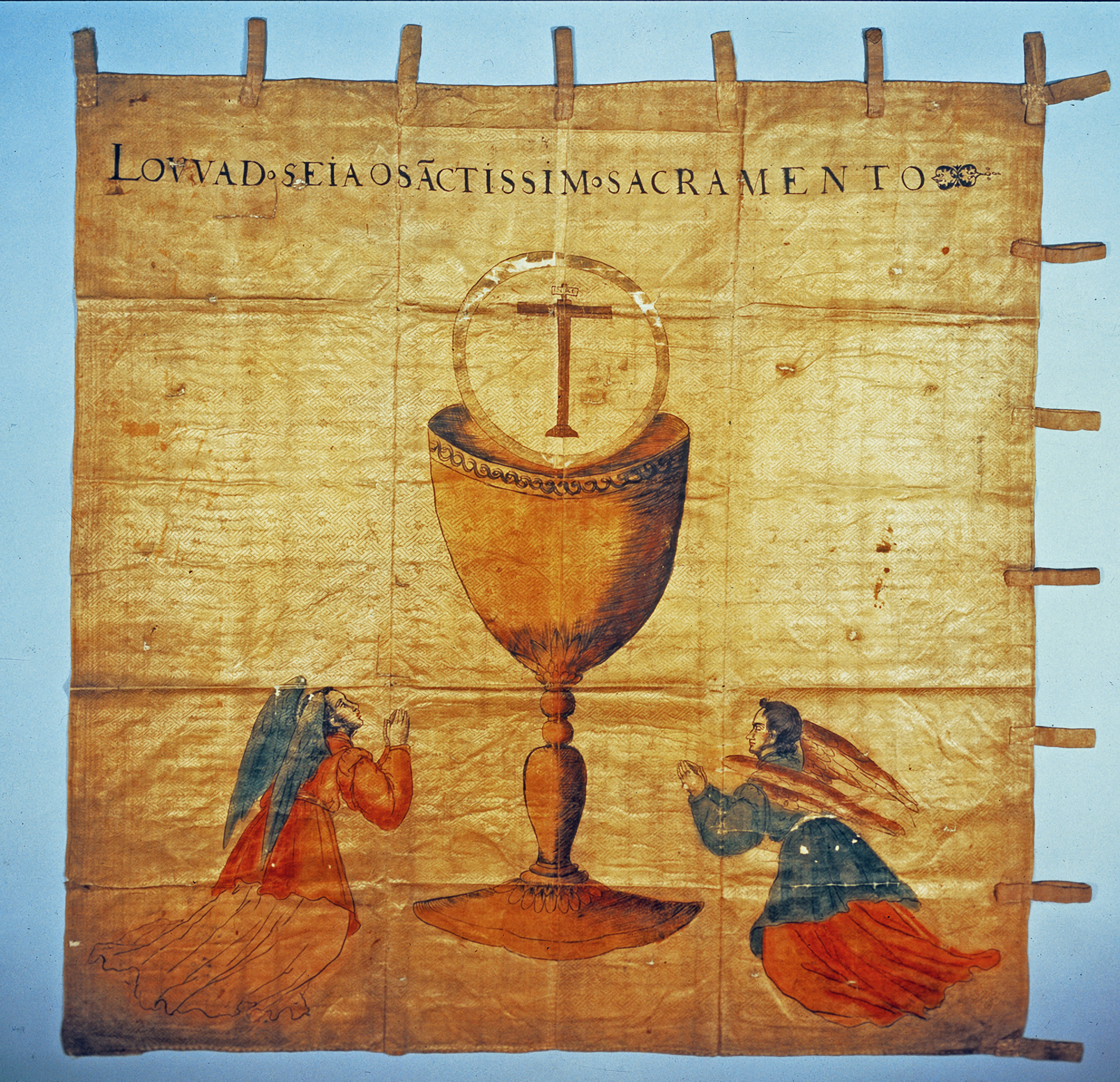
「天草四郎陣中旗」
（伝山田右衛門作）

幼いときにポルトガル人に西洋画法を習い、お抱え南蛮絵師として島原藩の有馬直純・松倉重政・松倉勝家に仕えていた。有馬直純がキリシタン信仰を棄教して自ら願って日向の縣（県）藩（あがたはん）に転封したため浪人となり、その後松倉家に絵師として仕えたという。島原の乱が発生したときには口之津に庄屋として住んでおり、妻子を人質としてとられたため村人全員とともに城に立て篭もった。城内では天草四郎につぐ副将であり、本丸を守備。幕府軍に対し700ほどの兵を率いていると自称している。「天草四郎陣中旗」（天草切支丹館蔵、国の重要文化財）を描いたのも山田であるという。
幕府軍との交渉のための矢文の文章の作成もしており、その役目を利用して幕府軍に内通した。
原城に籠城中の寛永15年2月3日(西暦1638年3月18日)に有馬直純の家臣である有馬五郎左衛門と一揆の解決を話し合うために大江浜で会見した。それ以降も内通を繰り返した。
幕府軍とひそかに交わした矢文が拾われ、内通が発覚して原城天草丸の有馬牢に入れられるも、間もなく落城。落城の際は幕府軍鍋島の者に斬られかけたが、矢文を見せたことで助命され生き延びた。しかし、幕府軍の総攻撃直前に妻子は一揆勢に本丸枡形で斬られた。
乱の終結後は江戸に連行され、幕府軍の取調べを受けた。その際の口上書（『山田右衛門作口書』）は、城内での様子を知る貴重な資料となっている。
その後はキリシタン目明しとして江戸で暮らしたという。一説では、最後は再びキリシタンに立ち帰り、帰郷した後に長崎で病死したとも、海外（東南アジア）へ渡航した後に現地で没したとも言われるが、詳細は不明である。

## 逸話
- 明暦の大火以降、火の元の取り締まりが厳重になる中で、松平信綱の家中においても屋敷内の番所における喫煙を固く禁じた。しかしある時、蔵の番人がアワビの殻に火を入れてきてたばこを吸い、番所の畳を焦がした。これを知った信綱は激怒し、番人を斬刑に処した。信綱は、どれだけ厳しく申し付けても忘れられ、同じことがまた起きると考え、目明しだった山田に「番人がたばこを吸って畳を焦がした場面」と「番人が処刑される場面」を描かせ、それを屋敷内の人通りが多い場所に立てかけた。その絵の真に迫った描写から、人々は強く戒めるようになったという[12][13]。

## 住居跡・供養塔
南島原市口之津町に山田右衛門作の住居跡および供養塔がある。供養塔の高さは、70cm、幅は最大63cmである。前面に円紋があり、その内側に卍紋が刻まれている。建立年代は不明である。